# Exit to Eden
Exit to Eden é um romance de 1985 que narra a relação de Lisa Kelly, dominatrix e dona de um resort BDSM, e seu escravo Elliot Slater. O livro é de autoria da escritora americana Anne Rice e foi inicialmente publicado sob o pseudônimo de Anne Rampling.
Assim como as outras obras de Rice que foram escritas por um pseudônimo, como Belinda, também lançada por Anne Rampling, e a saga Sleeping Beauty, publicada pelo pseudônimo A. N. Roquelaure, Exit to Eden também aborda uma temática erótica e foge da temática de fantasia e literatura gótica do qual Anne Rice é principalmente conhecida.
Cada capítulo do romance é narrado em primeira pessoa por Lisa ou Elliot e o narrador é anunciado no início de cada capítulo.

## Sinopse
Lisa Kelly administra um resort BDSM isolado chamado The Club, que oferece à clientes de classe alta um ambiente exclusivo no qual eles podem experimentar a vida de ser um Mestre ou Mestra. Escravos submissos, pagos no final de seus contratos no resort (que varia de seis meses a dois anos), são apresentados em leilões pelos treinadores BDSM mais respeitados de todo o mundo. Como treinadora-chefe e cofundadora, Lisa possui a primeira escolha dos novos escravos e escolhe Elliot Slater, com quem ela compartilha uma química imediata e inegável que se intensifica ao longo do tempo juntos, resultando em amor.

## Adaptação cinematográfica
Uma versão cinematográfica, Exit to Eden, foi lançada em 1994 estrelando Dana Delany e Paul Mercurio nos papéis de Lisa e Elliot. No entanto, a história original foi livremente reescrita no filme como uma comédia policial e acabou sendo alvo de duras críticas.